# Schlecker
Schlecker era una empresa minorista alemanya amb seu a Ehingen. Tenia una plantilla de prop de 52.000 treballadors i una xarxa de botigues repartides per tot Europa, a països com Alemanya, Àustria, Txèquia, Luxemburg, Portugal, Polònia, França, Espanya i Itàlia. Schlecker va anunciar el tancament de la meitat de les seves botigues a tot Alemanya a partir del 29 de febrer de 2012. A causa de la fallida, les botigues restants es van tancar el 27 de juny del mateix any, excepte mercats "XL" i negocis de la marca associada "Ihr Platz".